# Научное наблюдение

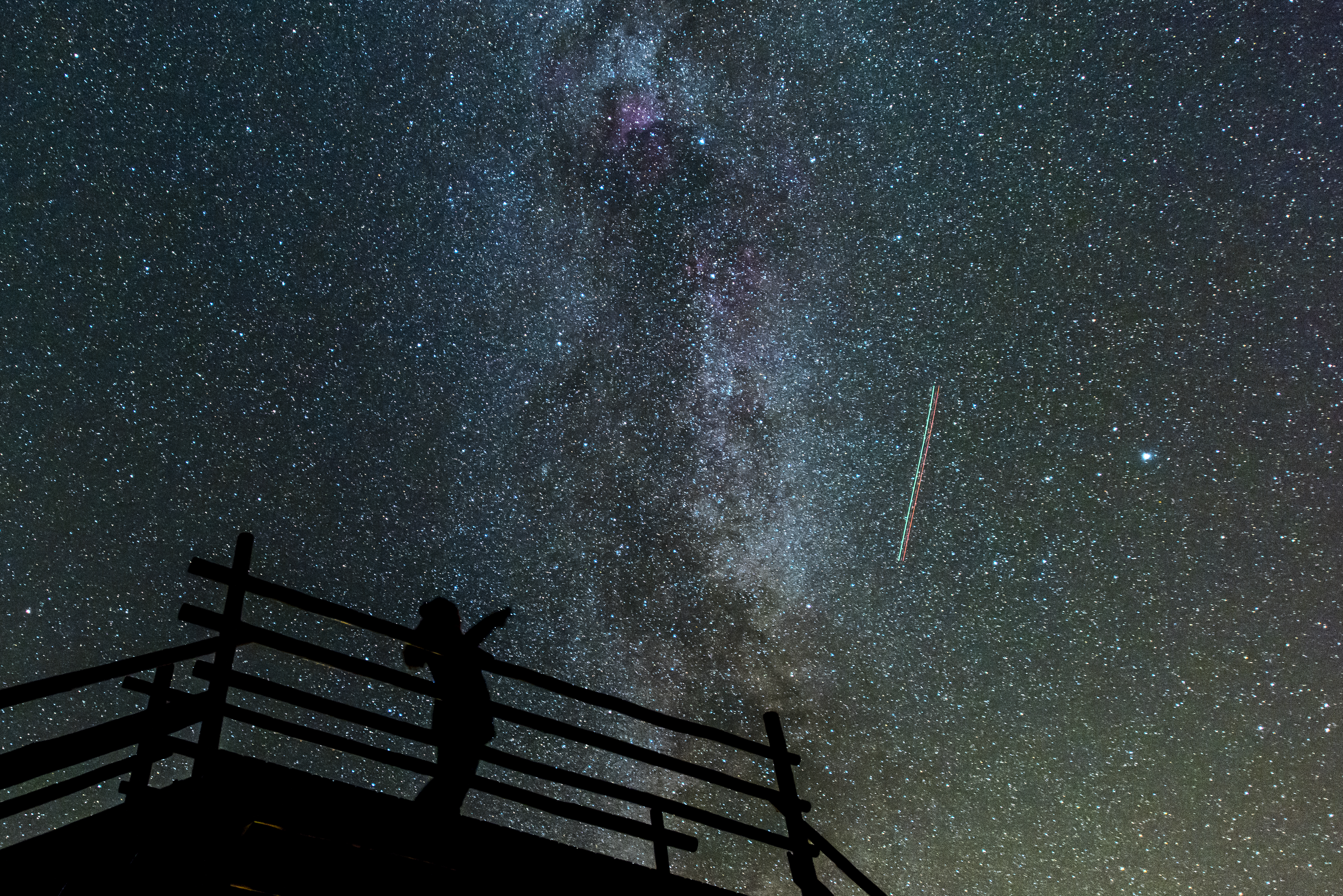
Наблюдение за ночным небом в Рыуге, Эстония

Наблюдение — метод научного исследования, заключающийся в активном (систематическом, целенаправленном, планомерном) и умышленном восприятии объекта, в ходе которого приобретается знание о внешних сторонах, свойствах и отношениях исследуемого объекта. Наблюдение включает в себя как элементы: наблюдателя (субъекта), объект наблюдения и средства наблюдения. Как последние в развитых формах наблюдения используются различные специально созданные приборы, выступающие как продолжение и усиление органов чувств человека, а также используемые как орудие воздействия на объект (превращающий наблюдение в составную часть экспериментальной деятельности).
Основные методологические требования к наблюдению таковы:
- активность (не созерцание объекта, а поиск и фиксация исследователем нужного ракурса видения его),
- целеустремленность (внимание должно фиксироваться только на интересующих явлениях),
- планомерность и умышленность (прохождение по определённому плану или сценарию),
- системность (ведение по определённой системе для многократного восприятия объекта в заданных режимах).[1]

## Научный метод
Научный метод требует наблюдений за природными явлениями для формулирования и проверки гипотез.

## Парадоксы
В некоторых конкретных областях науки результаты наблюдения различаются в зависимости от факторов, которыми можно пренебречь в повседневном наблюдении. Обычно они иллюстрируются очевидными «парадоксами», в которых событие выглядит по-разному при наблюдении с двух разных точек зрения, что, по-видимому, нарушает «здравый смысл».
- Теория относительности: в релятивистской физике, которая имеет дело со скоростями, близкими к скорости света, обнаружено, что разные наблюдатели могут наблюдать разные значения длины, скорости времени, массы и многих других свойств объекта в зависимости от скорости наблюдателя относительно объекта. Например, в парадоксе близнецов один близнец отправляется в путешествие со скоростью, близкой к скорости света, и возвращается домой моложе, чем близнец, который остался дома. Это не парадокс: время течет медленнее, если измерять его в системе отсчета, движущейся относительно объекта.
- Квантовая механика: в квантовой механике, которая имеет дело с поведением очень малых объектов, невозможно наблюдать систему, не изменяя систему, и «наблюдатель» должен считаться частью наблюдаемой системы. В изоляции квантовые объекты представлены волновой функцией, которая часто существует в суперпозиции или смеси различных состояний. Однако, когда наблюдение делается для определения фактического местоположения или состояния объекта, оно всегда находит объект в одном состоянии, а не в «смеси». Взаимодействие процесса наблюдения, по-видимому, «коллапсирует» волновую функцию в одно состояние. Таким образом, любое взаимодействие между изолированной волновой функцией и внешним миром, которое приводит к этому коллапсу волновой функции, называется наблюдением или измерением, независимо от того, является ли оно частью преднамеренного процесса наблюдения или нет.